# Estação
Estação is een gemeente in de Braziliaanse deelstaat Rio Grande do Sul. De gemeente telt 6.253 inwoners (schatting 2009).

## Aangrenzende gemeenten
De gemeente grenst aan Erebango, Getúlio Vargas, Ipiranga do Sul en Sertão.